# Воскеат (Армавір)
Воскеат (вірм. Ոսկեհատ) — село в марзі Армавір, на заході Вірменії. Село розташоване за 3 км на південний схід від міста Вагаршапат та за 4 км на північний захід від села Айаніст, що розташоване у сусідньому марзі Арарат.